# Grand Prix cycliste de Montréal 2018
Le Grand Prix cycliste de Montréal 2018 est la 9e édition de cette course cycliste masculine sur route. La course a lieu le 9 septembre 2018 autour de la ville de Montréal, au Canada, et fait partie du calendrier UCI World Tour 2018 en catégorie 1.UWT.

## Présentation

### Parcours
Le parcours est un circuit vallonné de 12,2 kilomètres à parcourir à seize reprises soit une distance totale de 195,2 kilomètres.

### Équipes
Le Grand Prix cycliste de Montréal faisant partie du calendrier de l'UCI World Tour, les dix-huit « World Teams » y participent. Deux équipes continentales professionnelles et une sélection nationale ont reçu une invitation.
| WorldTeams (18)- AG2R La Mondiale - Astana - Bahrain-Merida - BMC Racing Team - Bora-Hansgrohe - Dimension Data - EF Education First-Drapac p/b Cannondale - Groupama-FDJ - Katusha-Alpecin - Lotto NL-Jumbo - Lotto Soudal - Mitchelton-Scott - Movistar Team - Quick-Step Floors - Sky - Team Sunweb - Trek-Segafredo - UAE Team Emirates Équipes continentales professionnelles (2)- Israel Cycling Academy - Rally Cycling Équipe nationale- Canada |
| |

## Classements

### Classement de la course
| \| Classement général \| Classement général \| Classement général \| Classement général \| Classement général \| \| Coureur \| Coureur \| Pays \| Équipe \| Temps \| \| ------------------ \| -------------------- \| ------------------ \| ------------------ \| ------------------ \| \| 1er \| Michael Matthews \| Australie \| Team Sunweb \| 5 h 19 min 27 s \| \| 2e \| Sonny Colbrelli \| Italie \| Bahrain-Merida \| + 0 s \| \| 3e \| Greg Van Avermaet \| Belgique \| BMC Racing Team \| + 0 s \| \| 4e \| Oliver Naesen \| Belgique \| AG2R La Mondiale \| + 0 s \| \| 5e \| Timo Roosen \| Pays-Bas \| LottoNL-Jumbo \| + 0 s \| \| 6e \| Rui Costa \| Portugal \| UAE Team Emirates \| + 0 s \| \| 7e \| Diego Ulissi \| Italie \| UAE Team Emirates \| + 0 s \| \| 8e \| Michael Valgren \| Danemark \| Astana \| + 0 s \| \| 9e \| Patrick Konrad \| Autriche \| Bora-Hansgrohe \| + 0 s \| \| 10e \| Edvald Boasson Hagen \| Norvège \| Dimension Data \| + 0 s \| |                      |           |                   |                 |
| |                      |           |                   |                 |
| Source : ProCyclingStats |                      |           |                   |                 |
| Classement général |                      |           |                   |                 |
| Coureur | Coureur              | Pays      | Équipe            | Temps           |
| 1er | Michael Matthews     | Australie | Team Sunweb       | 5 h 19 min 27 s |
| 2e | Sonny Colbrelli      | Italie    | Bahrain-Merida    | + 0 s           |
| 3e | Greg Van Avermaet    | Belgique  | BMC Racing Team   | + 0 s           |
| 4e | Oliver Naesen        | Belgique  | AG2R La Mondiale  | + 0 s           |
| 5e | Timo Roosen          | Pays-Bas  | LottoNL-Jumbo     | + 0 s           |
| 6e | Rui Costa            | Portugal  | UAE Team Emirates | + 0 s           |
| 7e | Diego Ulissi         | Italie    | UAE Team Emirates | + 0 s           |
| 8e | Michael Valgren      | Danemark  | Astana            | + 0 s           |
| 9e | Patrick Konrad       | Autriche  | Bora-Hansgrohe    | + 0 s           |
| 10e | Edvald Boasson Hagen | Norvège   | Dimension Data    | + 0 s           |

- Meilleur grimpeur :  Tim Wellens (Lotto-Soudal)
- Meilleur canadien :  Guillaume Boivin (Israel Cycling Academy)

### Classements UCI
La course distribue aux soixante premiers coureurs les points suivants pour le classement individuel de l'UCI World Tour (uniquement pour les coureurs membres d'équipes World Tour) et le Classement mondial UCI (pour tous les coureurs) :
| Position | 1er | 2e  | 3e  | 4e  | 5e  | 6e  | 7e  | 8e  | 9e  | 10e | 11e | 12e | 13e | 14e | 15e | 16e à 20e | 21e à 30e | 31e à 50e | 51e à 55e | 56e à 60e |
| Points   | 500 | 400 | 325 | 275 | 225 | 175 | 150 | 125 | 100 | 85  | 70  | 60  | 50  | 40  | 35  | 30        | 20        | 10        | 5         | 3         |

## Liste des participants
| BMC Racing Team BMC | BMC Racing Team BMC        | BMC Racing Team BMC |
| ------------------- | -------------------------- | ------------------- |
| Num                 | Coureur                    | Pos                 |
| 1                   | Greg Van Avermaet (BEL)    | 3e                  |
| 2                   | Kilian Frankiny (SUI)      | 76e                 |
| 3                   | Damiano Caruso (ITA)       | 26e                 |
| 4                   | Simon Gerrans (AUS)        | 92e                 |
| 5                   | Michael Schär (SUI)        | 50e                 |
| 6                   | Nathan Van Hooydonck (BEL) | AB                  |
| 7                   | Danilo Wyss (SUI)          | 53e                 |

| UAE Team Emirates UAD | UAE Team Emirates UAD       | UAE Team Emirates UAD |
| --------------------- | --------------------------- | --------------------- |
| Num                   | Coureur                     | Pos                   |
| 11                    | Diego Ulissi (ITA)          | 7e                    |
| 12                    | Rui Costa (POR)             | 6e                    |
| 13                    | Alexander Kristoff (NOR)    | 98e                   |
| 14                    | Marco Marcato (ITA)         | 80e                   |
| 15                    | Manuele Mori (ITA)          | 52e                   |
| 16                    | Jan Polanc (SLO)            | 15e                   |
| 17                    | Aleksandr Riabushenko (BLR) | 48e                   |

| Quick-Step Floors QST | Quick-Step Floors QST   | Quick-Step Floors QST |
| --------------------- | ----------------------- | --------------------- |
| Num                   | Coureur                 | Pos                   |
| 21                    | Zdeněk Štybar (CZE)     | 35e                   |
| 22                    | Eros Capecchi (ITA)     | 64e                   |
| 23                    | Rémi Cavagna (FRA)      | 97e                   |
| 24                    | Tim Declercq (BEL)      | 56e                   |
| 25                    | James Knox (GBR)        | 23e                   |
| 26                    | Davide Martinelli (ITA) | AB                    |
| 27                    | Florian Sénéchal (FRA)  | AB                    |

| Team Sky SKY | Team Sky SKY             | Team Sky SKY |
| ------------ | ------------------------ | ------------ |
| Num          | Coureur                  | Pos          |
| 31           | Kenny Elissonde (FRA)    | 69e          |
| 32           | Leonardo Basso (ITA)     | 65e          |
| 33           | Owain Doull (GBR)        | 101e         |
| 34           | Michał Gołaś (POL)       | 66e          |
| 35           | Christian Knees (GER)    | AB           |
| 36           | Sebastián Henao (COL)    | 28e          |
| 37           | David López García (ESP) | 34e          |

| Bora-Hansgrohe BOH | Bora-Hansgrohe BOH        | Bora-Hansgrohe BOH |
| ------------------ | ------------------------- | ------------------ |
| Num                | Coureur                   | Pos                |
| 41                 | Sam Bennett (IRL)         | AB                 |
| 42                 | Felix Großschartner (AUT) | 89e                |
| 43                 | Peter Kennaugh (GBR)      | 22e                |
| 44                 | Patrick Konrad (AUT)      | 9e                 |
| 45                 | Gregor Mühlberger (AUT)   | 74e                |
| 46                 | Christoph Pfingsten (GER) | AB                 |
| 47                 | Paweł Poljański (POL)     | 77e                |

| Mitchelton-Scott MTS | Mitchelton-Scott MTS      | Mitchelton-Scott MTS |
| -------------------- | ------------------------- | -------------------- |
| Num                  | Coureur                   | Pos                  |
| 52                   | Luke Durbridge (AUS)      | 93e                  |
| 53                   | Mathew Hayman (AUS)       | AB                   |
| 55                   | Daryl Impey (RSA) (route) | 20e                  |
| 56                   | Roman Kreuziger (CZE)     | 42e                  |
| 57                   | Carlos Verona (ESP)       | 40e                  |

| Movistar Team MOV | Movistar Team MOV      | Movistar Team MOV |
| ----------------- | ---------------------- | ----------------- |
| Num               | Coureur                | Pos               |
| 61                | Marc Soler (ESP)       | 79e               |
| 62                | Jorge Arcas (ESP)      | 55e               |
| 64                | Héctor Carretero (ESP) | 86e               |
| 65                | Jaime Castrillo (ESP)  | 54e               |
| 66                | Rafael Valls (ESP)     | 70e               |
| 67                | Antonio Pedrero (ESP)  | 30e               |

| Astana AST | Astana AST                 | Astana AST |
| ---------- | -------------------------- | ---------- |
| Num        | Coureur                    | Pos        |
| 71         | Jakob Fuglsang (DEN)       | 38e        |
| 72         | Michael Valgren (DEN)      | 8e         |
| 73         | Jesper Hansen (DEN)        | 39e        |
| 74         | Hugo Houle (CAN)           | 102e       |
| 75         | Sergey Chernetskiy (RUS)   | 45e        |
| 76         | Bakhtiyar Kozhatayev (KAZ) | 85e        |
| 77         | Magnus Cort Nielsen (DEN)  | AB         |

| LottoNL-Jumbo TLJ | LottoNL-Jumbo TLJ           | LottoNL-Jumbo TLJ |
| ----------------- | --------------------------- | ----------------- |
| Num               | Coureur                     | Pos               |
| 81                | Amund Grøndahl Jansen (NOR) | AB                |
| 82                | Enrico Battaglin (ITA)      | 61e               |
| 83                | Paul Martens (GER)          | 44e               |
| 84                | Daan Olivier (NED)          | 91e               |
| 85                | Gijs Van Hoecke (BEL)       | AB                |
| 86                | Timo Roosen (NED)           | 5e                |
| 87                | Robert Wagner (GER)         | AB                |

| Bahrain-Merida TBM | Bahrain-Merida TBM          | Bahrain-Merida TBM |
| ------------------ | --------------------------- | ------------------ |
| Num                | Coureur                     | Pos                |
| 91                 | Matej Mohorič (SLO) (route) | 41e                |
| 92                 | Grega Bole (SLO)            | 67e                |
| 93                 | Sonny Colbrelli (ITA)       | 2e                 |
| 94                 | Enrico Gasparotto (ITA)     | 27e                |
| 95                 | Heinrich Haussler (AUS)     | AB                 |
| 96                 | Kristjan Koren (SLO)        | AB                 |
| 97                 | Domenico Pozzovivo (ITA)    | 37e                |

| Team Sunweb SUN | Team Sunweb SUN            | Team Sunweb SUN |
| --------------- | -------------------------- | --------------- |
| Num             | Coureur                    | Pos             |
| 101             | Michael Matthews (AUS)     | 1er             |
| 102             | Søren Kragh Andersen (DEN) | AB              |
| 103             | Nikias Arndt (GER)         | 82e             |
| 104             | Roy Curvers (NED)          | AB              |
| 105             | Chad Haga (USA)            | AB              |
| 106             | Tom Stamsnijder (NED)      | AB              |
| 107             | Sam Oomen (NED)            | 43e             |

| AG2R La Mondiale ALM | AG2R La Mondiale ALM    | AG2R La Mondiale ALM |
| -------------------- | ----------------------- | -------------------- |
| Num                  | Coureur                 | Pos                  |
| 111                  | Oliver Naesen (BEL)     | 4e                   |
| 112                  | Jan Bakelants (BEL)     | 25e                  |
| 113                  | François Bidard (FRA)   | 72e                  |
| 114                  | Benoît Cosnefroy (FRA)  | 24e                  |
| 115                  | Quentin Jauregui (FRA)  | 88e                  |
| 116                  | Mathias Frank (SUI)     | 18e                  |
| 117                  | Alexis Vuillermoz (FRA) | 32e                  |

| Trek-Segafredo TFS | Trek-Segafredo TFS   | Trek-Segafredo TFS |
| ------------------ | -------------------- | ------------------ |
| Num                | Coureur              | Pos                |
| 121                | John Degenkolb (GER) | AB                 |
| 122                | Julien Bernard (FRA) | 71e                |
| 123                | Koen de Kort (NED)   | AB                 |
| 124                | Michael Gogl (AUT)   | 90e                |
| 125                | Peter Stetina (USA)  | 60e                |
| 126                | Toms Skujiņš (LAT)   | 13e                |
| 127                | Jasper Stuyven (BEL) | 14e                |

| Lotto-Soudal LTS | Lotto-Soudal LTS       | Lotto-Soudal LTS |
| ---------------- | ---------------------- | ---------------- |
| Num              | Coureur                | Pos              |
| 131              | Tim Wellens (BEL)      | 21e              |
| 133              | Adam Hansen (AUS)      | 87e              |
| 134              | Nikolas Maes (BEL)     | AB               |
| 135              | Rémy Mertz (BEL)       | AB               |
| 136              | Harm Vanhoucke (BEL)   | AB               |
| 137              | Jens Debusschere (BEL) | AB               |

| EF Education First-Drapac EFD | EF Education First-Drapac EFD | EF Education First-Drapac EFD |
| ----------------------------- | ----------------------------- | ----------------------------- |
| Num                           | Coureur                       | Pos                           |
| 141                           | Sep Vanmarcke (BEL)           | AB                            |
| 142                           | Nathan Brown (USA)            | 31e                           |
| 143                           | Brendan Canty (AUS)           | 78e                           |
| 144                           | Joe Dombrowski (USA)          | AB                            |
| 145                           | Lawson Craddock (USA)         | 73e                           |
| 146                           | William Clarke (AUS)          | AB                            |
| 147                           | Logan Owen (USA)              | AB                            |

| Groupama-FDJ GFC | Groupama-FDJ GFC             | Groupama-FDJ GFC |
| ---------------- | ---------------------------- | ---------------- |
| Num              | Coureur                      | Pos              |
| 151              | Anthony Roux (FRA) (route)   | 75e              |
| 152              | David Gaudu (FRA)            | 17e              |
| 153              | William Bonnet (FRA)         | AB               |
| 154              | Valentin Madouas (FRA)       | 12e              |
| 155              | Steve Morabito (SUI) (route) | 68e              |
| 156              | Sébastien Reichenbach (SUI)  | 29e              |
| 157              | Arthur Vichot (FRA)          | 57e              |

| Katusha-Alpecin TKA | Katusha-Alpecin TKA       | Katusha-Alpecin TKA |
| ------------------- | ------------------------- | ------------------- |
| Num                 | Coureur                   | Pos                 |
| 161                 | Simon Špilak (SLO)        | 46e                 |
| 162                 | Jenthe Biermans (BEL)     | 94e                 |
| 163                 | Marco Mathis (GER)        | AB                  |
| 164                 | Nathan Haas (AUS)         | 11e                 |
| 165                 | Matteo Fabbro (ITA)       | 81e                 |
| 166                 | Baptiste Planckaert (BEL) | AB                  |
| 167                 | Maxim Belkov (RUS)        | AB                  |

| Dimension Data DDD | Dimension Data DDD                | Dimension Data DDD |
| ------------------ | --------------------------------- | ------------------ |
| Num                | Coureur                           | Pos                |
| 171                | Edvald Boasson Hagen (NOR)        | 10e                |
| 172                | Nicolas Dougall (RSA)             | AB                 |
| 173                | Bernhard Eisel (AUT)              | AB                 |
| 174                | Reinardt Janse van Rensburg (RSA) | 47e                |
| 175                | Lachlan Morton (AUS)              | AB                 |
| 176                | Ben O'Connor (AUS)                | 36e                |
| 177                | Tom-Jelte Slagter (NED)           | 84e                |

| Israel Cycling Academy ICA | Israel Cycling Academy ICA | Israel Cycling Academy ICA |
| -------------------------- | -------------------------- | -------------------------- |
| Num                        | Coureur                    | Pos                        |
| 181                        | Guillaume Boivin (CAN)     | 19e                        |
| 182                        | Nathan Earle (AUS)         | 33e                        |
| 183                        | Dennis van Winden (NED)    | AB                         |
| 184                        | Guy Niv (ISR)              | AB                         |
| 185                        | Benjamin Perry (CAN)       | 95e                        |
| 186                        | Guy Sagiv (ISR)            | AB                         |
| 187                        | Kristian Sbaragli (ITA)    | 51e                        |

| Rally Cycling RLY | Rally Cycling RLY     | Rally Cycling RLY |
| ----------------- | --------------------- | ----------------- |
| Num               | Coureur               | Pos               |
| 191               | Ryan Anderson (CAN)   | 59e               |
| 192               | Rob Britton (CAN)     | 63e               |
| 193               | Robin Carpenter (USA) | 62e               |
| 194               | Adam de Vos (CAN)     | AB                |
| 195               | Nigel Ellsay (CAN)    | 96e               |
| 196               | Colin Joyce (USA)     | 83e               |
| 197               | Brandon McNulty (USA) | 16e               |

| Canada CAN | Canada CAN               | Canada CAN |
| ---------- | ------------------------ | ---------- |
| Num        | Coureur                  | Pos        |
| 201        | Alexander Cataford       | 49e        |
| 202        | Pier-André Côté          | AB         |
| 203        | Charles-Étienne Chrétien | AB         |
| 204        | James Piccoli            | 58e        |
| 205        | Adam Roberge             | 99e        |
| 206        | Edward Walsh             | AB         |
| 207        | Nickolas Zukowsky        | 100e       |

| BMC Racing Team BMC | BMC Racing Team BMC        | BMC Racing Team BMC |
| ------------------- | -------------------------- | ------------------- |
| Num                 | Coureur                    | Pos                 |
| 1                   | Greg Van Avermaet (BEL)    | 3e                  |
| 2                   | Kilian Frankiny (SUI)      | 76e                 |
| 3                   | Damiano Caruso (ITA)       | 26e                 |
| 4                   | Simon Gerrans (AUS)        | 92e                 |
| 5                   | Michael Schär (SUI)        | 50e                 |
| 6                   | Nathan Van Hooydonck (BEL) | AB                  |
| 7                   | Danilo Wyss (SUI)          | 53e                 |

| UAE Team Emirates UAD | UAE Team Emirates UAD       | UAE Team Emirates UAD |
| --------------------- | --------------------------- | --------------------- |
| Num                   | Coureur                     | Pos                   |
| 11                    | Diego Ulissi (ITA)          | 7e                    |
| 12                    | Rui Costa (POR)             | 6e                    |
| 13                    | Alexander Kristoff (NOR)    | 98e                   |
| 14                    | Marco Marcato (ITA)         | 80e                   |
| 15                    | Manuele Mori (ITA)          | 52e                   |
| 16                    | Jan Polanc (SLO)            | 15e                   |
| 17                    | Aleksandr Riabushenko (BLR) | 48e                   |

| Quick-Step Floors QST | Quick-Step Floors QST   | Quick-Step Floors QST |
| --------------------- | ----------------------- | --------------------- |
| Num                   | Coureur                 | Pos                   |
| 21                    | Zdeněk Štybar (CZE)     | 35e                   |
| 22                    | Eros Capecchi (ITA)     | 64e                   |
| 23                    | Rémi Cavagna (FRA)      | 97e                   |
| 24                    | Tim Declercq (BEL)      | 56e                   |
| 25                    | James Knox (GBR)        | 23e                   |
| 26                    | Davide Martinelli (ITA) | AB                    |
| 27                    | Florian Sénéchal (FRA)  | AB                    |

| Team Sky SKY | Team Sky SKY             | Team Sky SKY |
| ------------ | ------------------------ | ------------ |
| Num          | Coureur                  | Pos          |
| 31           | Kenny Elissonde (FRA)    | 69e          |
| 32           | Leonardo Basso (ITA)     | 65e          |
| 33           | Owain Doull (GBR)        | 101e         |
| 34           | Michał Gołaś (POL)       | 66e          |
| 35           | Christian Knees (GER)    | AB           |
| 36           | Sebastián Henao (COL)    | 28e          |
| 37           | David López García (ESP) | 34e          |

| Bora-Hansgrohe BOH | Bora-Hansgrohe BOH        | Bora-Hansgrohe BOH |
| ------------------ | ------------------------- | ------------------ |
| Num                | Coureur                   | Pos                |
| 41                 | Sam Bennett (IRL)         | AB                 |
| 42                 | Felix Großschartner (AUT) | 89e                |
| 43                 | Peter Kennaugh (GBR)      | 22e                |
| 44                 | Patrick Konrad (AUT)      | 9e                 |
| 45                 | Gregor Mühlberger (AUT)   | 74e                |
| 46                 | Christoph Pfingsten (GER) | AB                 |
| 47                 | Paweł Poljański (POL)     | 77e                |

| Mitchelton-Scott MTS | Mitchelton-Scott MTS      | Mitchelton-Scott MTS |
| -------------------- | ------------------------- | -------------------- |
| Num                  | Coureur                   | Pos                  |
| 52                   | Luke Durbridge (AUS)      | 93e                  |
| 53                   | Mathew Hayman (AUS)       | AB                   |
| 55                   | Daryl Impey (RSA) (route) | 20e                  |
| 56                   | Roman Kreuziger (CZE)     | 42e                  |
| 57                   | Carlos Verona (ESP)       | 40e                  |

| Movistar Team MOV | Movistar Team MOV      | Movistar Team MOV |
| ----------------- | ---------------------- | ----------------- |
| Num               | Coureur                | Pos               |
| 61                | Marc Soler (ESP)       | 79e               |
| 62                | Jorge Arcas (ESP)      | 55e               |
| 64                | Héctor Carretero (ESP) | 86e               |
| 65                | Jaime Castrillo (ESP)  | 54e               |
| 66                | Rafael Valls (ESP)     | 70e               |
| 67                | Antonio Pedrero (ESP)  | 30e               |

| Astana AST | Astana AST                 | Astana AST |
| ---------- | -------------------------- | ---------- |
| Num        | Coureur                    | Pos        |
| 71         | Jakob Fuglsang (DEN)       | 38e        |
| 72         | Michael Valgren (DEN)      | 8e         |
| 73         | Jesper Hansen (DEN)        | 39e        |
| 74         | Hugo Houle (CAN)           | 102e       |
| 75         | Sergey Chernetskiy (RUS)   | 45e        |
| 76         | Bakhtiyar Kozhatayev (KAZ) | 85e        |
| 77         | Magnus Cort Nielsen (DEN)  | AB         |

| LottoNL-Jumbo TLJ | LottoNL-Jumbo TLJ           | LottoNL-Jumbo TLJ |
| ----------------- | --------------------------- | ----------------- |
| Num               | Coureur                     | Pos               |
| 81                | Amund Grøndahl Jansen (NOR) | AB                |
| 82                | Enrico Battaglin (ITA)      | 61e               |
| 83                | Paul Martens (GER)          | 44e               |
| 84                | Daan Olivier (NED)          | 91e               |
| 85                | Gijs Van Hoecke (BEL)       | AB                |
| 86                | Timo Roosen (NED)           | 5e                |
| 87                | Robert Wagner (GER)         | AB                |

| Bahrain-Merida TBM | Bahrain-Merida TBM          | Bahrain-Merida TBM |
| ------------------ | --------------------------- | ------------------ |
| Num                | Coureur                     | Pos                |
| 91                 | Matej Mohorič (SLO) (route) | 41e                |
| 92                 | Grega Bole (SLO)            | 67e                |
| 93                 | Sonny Colbrelli (ITA)       | 2e                 |
| 94                 | Enrico Gasparotto (ITA)     | 27e                |
| 95                 | Heinrich Haussler (AUS)     | AB                 |
| 96                 | Kristjan Koren (SLO)        | AB                 |
| 97                 | Domenico Pozzovivo (ITA)    | 37e                |

| Team Sunweb SUN | Team Sunweb SUN            | Team Sunweb SUN |
| --------------- | -------------------------- | --------------- |
| Num             | Coureur                    | Pos             |
| 101             | Michael Matthews (AUS)     | 1er             |
| 102             | Søren Kragh Andersen (DEN) | AB              |
| 103             | Nikias Arndt (GER)         | 82e             |
| 104             | Roy Curvers (NED)          | AB              |
| 105             | Chad Haga (USA)            | AB              |
| 106             | Tom Stamsnijder (NED)      | AB              |
| 107             | Sam Oomen (NED)            | 43e             |

| AG2R La Mondiale ALM | AG2R La Mondiale ALM    | AG2R La Mondiale ALM |
| -------------------- | ----------------------- | -------------------- |
| Num                  | Coureur                 | Pos                  |
| 111                  | Oliver Naesen (BEL)     | 4e                   |
| 112                  | Jan Bakelants (BEL)     | 25e                  |
| 113                  | François Bidard (FRA)   | 72e                  |
| 114                  | Benoît Cosnefroy (FRA)  | 24e                  |
| 115                  | Quentin Jauregui (FRA)  | 88e                  |
| 116                  | Mathias Frank (SUI)     | 18e                  |
| 117                  | Alexis Vuillermoz (FRA) | 32e                  |

| Trek-Segafredo TFS | Trek-Segafredo TFS   | Trek-Segafredo TFS |
| ------------------ | -------------------- | ------------------ |
| Num                | Coureur              | Pos                |
| 121                | John Degenkolb (GER) | AB                 |
| 122                | Julien Bernard (FRA) | 71e                |
| 123                | Koen de Kort (NED)   | AB                 |
| 124                | Michael Gogl (AUT)   | 90e                |
| 125                | Peter Stetina (USA)  | 60e                |
| 126                | Toms Skujiņš (LAT)   | 13e                |
| 127                | Jasper Stuyven (BEL) | 14e                |

| Lotto-Soudal LTS | Lotto-Soudal LTS       | Lotto-Soudal LTS |
| ---------------- | ---------------------- | ---------------- |
| Num              | Coureur                | Pos              |
| 131              | Tim Wellens (BEL)      | 21e              |
| 133              | Adam Hansen (AUS)      | 87e              |
| 134              | Nikolas Maes (BEL)     | AB               |
| 135              | Rémy Mertz (BEL)       | AB               |
| 136              | Harm Vanhoucke (BEL)   | AB               |
| 137              | Jens Debusschere (BEL) | AB               |

| EF Education First-Drapac EFD | EF Education First-Drapac EFD | EF Education First-Drapac EFD |
| ----------------------------- | ----------------------------- | ----------------------------- |
| Num                           | Coureur                       | Pos                           |
| 141                           | Sep Vanmarcke (BEL)           | AB                            |
| 142                           | Nathan Brown (USA)            | 31e                           |
| 143                           | Brendan Canty (AUS)           | 78e                           |
| 144                           | Joe Dombrowski (USA)          | AB                            |
| 145                           | Lawson Craddock (USA)         | 73e                           |
| 146                           | William Clarke (AUS)          | AB                            |
| 147                           | Logan Owen (USA)              | AB                            |

| Groupama-FDJ GFC | Groupama-FDJ GFC             | Groupama-FDJ GFC |
| ---------------- | ---------------------------- | ---------------- |
| Num              | Coureur                      | Pos              |
| 151              | Anthony Roux (FRA) (route)   | 75e              |
| 152              | David Gaudu (FRA)            | 17e              |
| 153              | William Bonnet (FRA)         | AB               |
| 154              | Valentin Madouas (FRA)       | 12e              |
| 155              | Steve Morabito (SUI) (route) | 68e              |
| 156              | Sébastien Reichenbach (SUI)  | 29e              |
| 157              | Arthur Vichot (FRA)          | 57e              |

| Katusha-Alpecin TKA | Katusha-Alpecin TKA       | Katusha-Alpecin TKA |
| ------------------- | ------------------------- | ------------------- |
| Num                 | Coureur                   | Pos                 |
| 161                 | Simon Špilak (SLO)        | 46e                 |
| 162                 | Jenthe Biermans (BEL)     | 94e                 |
| 163                 | Marco Mathis (GER)        | AB                  |
| 164                 | Nathan Haas (AUS)         | 11e                 |
| 165                 | Matteo Fabbro (ITA)       | 81e                 |
| 166                 | Baptiste Planckaert (BEL) | AB                  |
| 167                 | Maxim Belkov (RUS)        | AB                  |

| Dimension Data DDD | Dimension Data DDD                | Dimension Data DDD |
| ------------------ | --------------------------------- | ------------------ |
| Num                | Coureur                           | Pos                |
| 171                | Edvald Boasson Hagen (NOR)        | 10e                |
| 172                | Nicolas Dougall (RSA)             | AB                 |
| 173                | Bernhard Eisel (AUT)              | AB                 |
| 174                | Reinardt Janse van Rensburg (RSA) | 47e                |
| 175                | Lachlan Morton (AUS)              | AB                 |
| 176                | Ben O'Connor (AUS)                | 36e                |
| 177                | Tom-Jelte Slagter (NED)           | 84e                |

| Israel Cycling Academy ICA | Israel Cycling Academy ICA | Israel Cycling Academy ICA |
| -------------------------- | -------------------------- | -------------------------- |
| Num                        | Coureur                    | Pos                        |
| 181                        | Guillaume Boivin (CAN)     | 19e                        |
| 182                        | Nathan Earle (AUS)         | 33e                        |
| 183                        | Dennis van Winden (NED)    | AB                         |
| 184                        | Guy Niv (ISR)              | AB                         |
| 185                        | Benjamin Perry (CAN)       | 95e                        |
| 186                        | Guy Sagiv (ISR)            | AB                         |
| 187                        | Kristian Sbaragli (ITA)    | 51e                        |

| Rally Cycling RLY | Rally Cycling RLY     | Rally Cycling RLY |
| ----------------- | --------------------- | ----------------- |
| Num               | Coureur               | Pos               |
| 191               | Ryan Anderson (CAN)   | 59e               |
| 192               | Rob Britton (CAN)     | 63e               |
| 193               | Robin Carpenter (USA) | 62e               |
| 194               | Adam de Vos (CAN)     | AB                |
| 195               | Nigel Ellsay (CAN)    | 96e               |
| 196               | Colin Joyce (USA)     | 83e               |
| 197               | Brandon McNulty (USA) | 16e               |

| Canada CAN | Canada CAN               | Canada CAN |
| ---------- | ------------------------ | ---------- |
| Num        | Coureur                  | Pos        |
| 201        | Alexander Cataford       | 49e        |
| 202        | Pier-André Côté          | AB         |
| 203        | Charles-Étienne Chrétien | AB         |
| 204        | James Piccoli            | 58e        |
| 205        | Adam Roberge             | 99e        |
| 206        | Edward Walsh             | AB         |
| 207        | Nickolas Zukowsky        | 100e       |